# 퍼르커시 페테르 (레슬링 선수)
퍼르커시 페테르(헝가리어: Farkas Péter, 1968년 8월 14일~)는 헝가리의 레슬링 선수이다. 1992년 하계 올림픽 그레코로만형 남자 미들급에서 금메달을 획득했다.